# Presidente della Repubblica di Polonia
Il presidente della Repubblica di Polonia (in polacco Prezydent Rzeczypospolitej Polskiej, forma abbreviata: Prezydent RP) è il capo di Stato della Polonia. Svolge le sue funzioni sia nel palazzo del Belweder sia nel palazzo presidenziale di Varsavia.
I suoi diritti e doveri sono determinati dalla Costituzione della Repubblica di Polonia. Il presidente della Repubblica di Polonia è il capo di Stato, il supremo rappresentante della Polonia in ambito internazionale. Detiene il potere esecutivo e ha il diritto di sciogliere l'Assemblea nazionale in alcuni casi (ad esempio, quando non riesce a costituire un Consiglio dei ministri o ad approvare la legge finanziaria).
Nonostante in lingua italiana il capo di Stato polacco sia comunemente chiamato "presidente della Polonia", in patria il presidente è sempre definito come "presidente della Repubblica di Polonia" (Prezydent Rzeczypospolitej Polskiej o Prezydent RP) o meno comunemente come "presidente della Repubblica" (Prezydent Rzeczypospolitej), ma mai come "presidente della Polonia" (Prezydent Polski); questo è analogo alla terminologia in uso in Italia per riferirsi al Presidente della Repubblica.
L'attuale presidente è Karol Nawrocki dal 6 agosto 2025.

## Elezione
Il presidente della Repubblica di Polonia è eletto direttamente dal popolo ogni cinque anni, e può essere rieletto solamente una volta. Secondo quanto stabilito dalla Costituzione, il presidente viene eletto con la maggioranza assoluta dei voti validi; se nessun candidato riesce a oltrepassare tale soglia, si tiene un secondo turno di ballottaggio tra i due candidati che hanno ottenuto i due valori più alti di voti.
Per poter candidarsi a un'elezione presidenziale, è necessario essere cittadini polacchi, avere almeno 35 anni nel giorno del primo turno di votazione e raccogliere almeno 100.000 firme tra gli elettori.

## Poteri
Il presidente ha libera scelta nella selezione del Presidente del Consiglio, ma in pratica conferisce il compito di formare un governo ad un politico sostenuto dal partito politico che detiene la maggioranza dei seggi al Sejm (che di solito, ma non sempre, è il leader di tale partito).
Il presidente ha il diritto di iniziativa legislativa; egli ha anche l'opportunità di influenzare direttamente l'iter legislativo utilizzando il potere di veto, che però può essere annullato con un voto parlamentare con la maggioranza dei tre quinti in presenza di almeno la metà dei deputati (cioè 230). Prima di firmare una legge, il presidente può anche rivolgersi al Tribunale costituzionale per verificarne la costituzionalità.

Nel suo ruolo di supremo rappresentante dello stato polacco, il presidente ratifica e revoca gli accordi internazionali, nomina e licenzia gli ambasciatori, ed accetta gli accrediti dei rappresentanti degli altri stati. Il presidente prende anche decisioni riguardo alle onorificenze di stato; ha inoltre il diritto di concedere la grazia, pertanto può rendere nulle le sentenze finali dei tribunali (in pratica, per tali decisioni si consulta con il ministro della Giustizia).

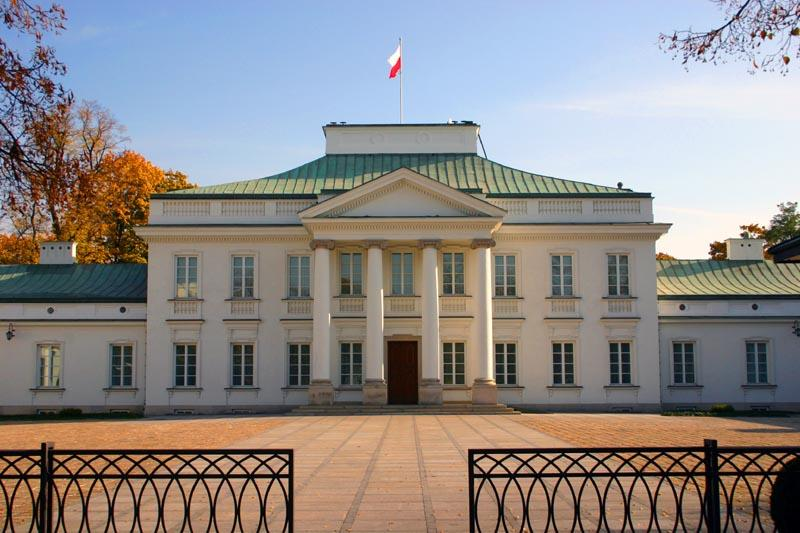
Palazzo del Belweder

Il presidente è anche il comandante supremo delle forze armate; egli nomina il capo dello staff generale e i comandanti di tutti i reparti di servizio. In caso di guerra, nomina il comandante in capo delle forze armate e può ordinare la mobilitazione generale. Il presidente svolge i suoi compiti con l'aiuto dei seguenti uffici: la Cancelleria del presidente, l'Ufficio di sicurezza nazionale ed il Corpo dei consiglieri del presidente.

## Residenze presidenziali e proprietà

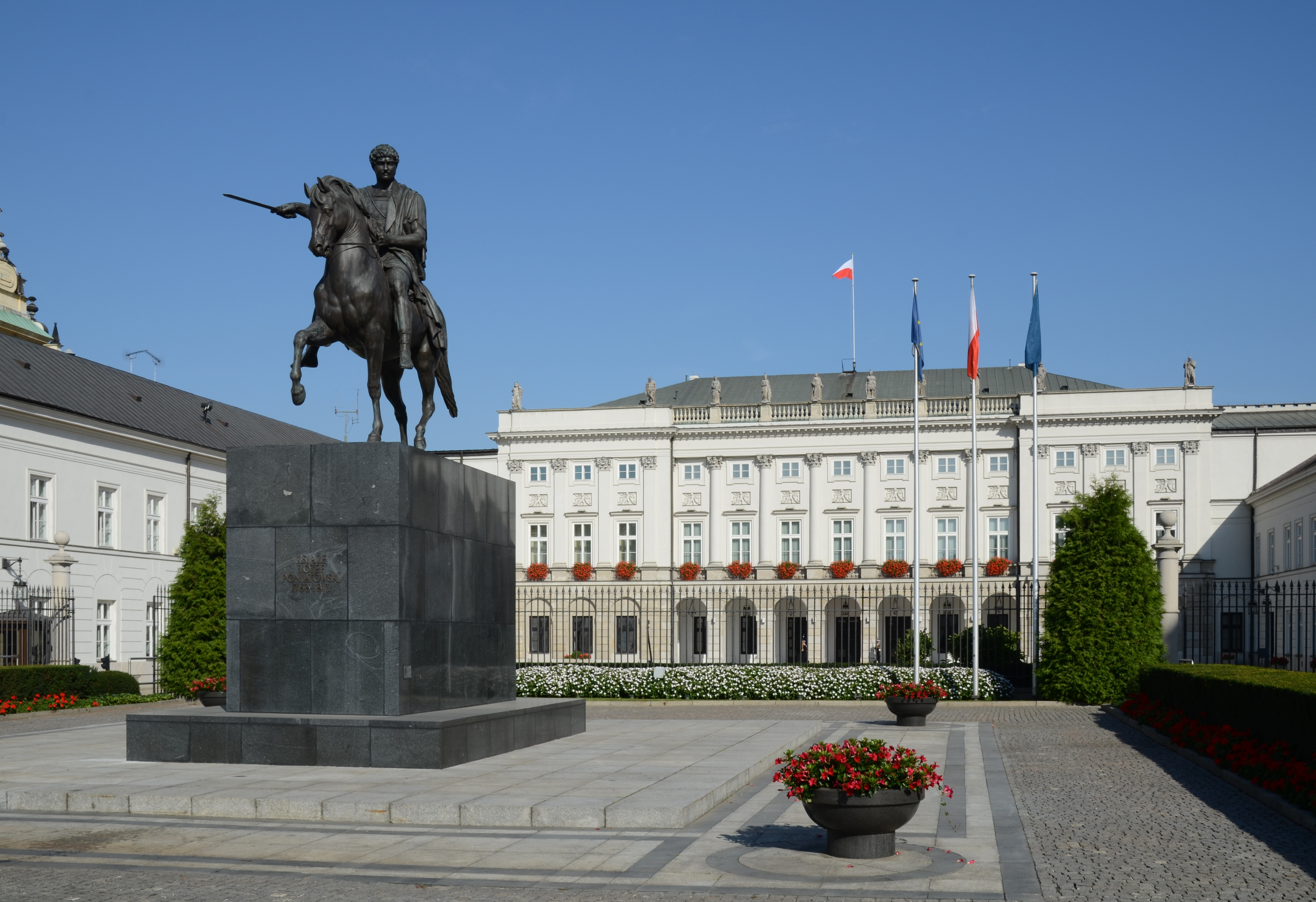
Palazzo del presidente a Varsavia

L'Ufficio di Presidenza possiede diverse proprietà, che sono utilizzate dal capo di Stato come residenza ufficiale, residenza privata e residenza per gli ospiti durante le visite di stato.
- il Palazzo Presidenziale di Varsavia è il più grande palazzo di Varsavia ed è la sede ufficiale della Presidenza della Repubblica di Polonia dal 1993; il primo presidente ad utilizzarlo fu Lech Wałęsa, che si trasferì dal Palazzo del Belweder nel 1994.
- il Palazzo del Belweder a Varsavia fu la sede ufficiale della Presidenza fino al 1993, ed è attualmente stilato come residenza ufficiale del presidente, utilizzata per scopi cerimoniali. Il palazzo funge anche da residenza ufficiale per i capi di Stato esteri in visita ufficiale in Polonia o per altri importanti ospiti.
- il Castello Presidenziale di Wisła, un edificio costruito per gli Asburgo come cottage di caccia, e ricostruito tra il 1929 e il 1931 come residenza di vacanza per il presidente Ignacy Mościcki. Dal 2002 è divenuto nuovamente di proprietà del presidente, ed è stato restaurato e riaperto nel 2005 dal presidente Aleksander Kwaśniewski. Oggi è una sede per le vacanze del presidente, oltre che un centro conferenze ed hotel.
- la Residenza di Łucień.
- la Tenuta Presidenziale di Ciechocinek.

## Presidente ad interim della Polonia
La Costituzione stabilisce che il presidente è una carica elettiva, e pertanto non esiste una linea di successione presidenziale. Se il presidente è impedito nell'esecuzione dei propri doveri, il maresciallo del Sejm assume i poteri presidenziali per un massimo di 60 giorni a partire dalla convocazione di nuove elezioni.
Il 10 aprile 2010, l'aereo presidenziale con a bordo il presidente polacco Lech Kaczyński, la moglie e altre 94 persone, tra cui molti membri di spicco della politica e dell'esercito polacco, si è schiantato al suolo presso la base aerea di Smolensk, in Russia. Il gran numero di ufficiali di governo era dovuto al fatto che la delegazione di stava recando nella Federazione Russa per la commemorazione del 70º anniversario del massacro di Katyn'. La morte del presidente ha portato il maresciallo della Camera dei deputati della Polonia Bronisław Komorowski ad assumere i poteri di capo di Stato. Komorowski è stato eletto presidente con le elezioni presidenziali del 2010, e si è dimesso dalla carica di maresciallo del Sejm l'8 luglio 2010; è stato succeduto, sempre ad interim, dal maresciallo del Senato Bogdan Borusewicz fino al momento dell'elezione del nuovo maresciallo del Sejm, che è avvenuta lo stesso giorno. Borusewicz è stato succeduto pertanto nella carica di presidente ad interim lo stesso 8 luglio 2010 dal neoeletto Grzegorz Schetyna e ha quindi ricoperto la carica presidenziale solo per poche ore.

## Elenco

### Ex presidenti
Dato che gli ex presidenti della Polonia sono per la maggior parte figure pubbliche molto conosciute (spesso con status di celebrità), ognuno di essi ha diritto alla protezione personale a vita (solo all'interno della Polonia) fornita dal Służba Ochrony Państwa, oltre a ricevere una pensione e ad avere diritto a un ufficio privato.
Nel 2025, sono in vita i seguenti ex presidenti della Polonia:
- Lech Wałęsa, in carica dal 1990 al 1995;
- Aleksander Kwaśniewski, in carica dal 1995 al 2005;
- Bronisław Komorowski, in carica dal 2010 al 2015.
- Andrzej Duda, in carica dal 2015 al 2025.

## Presidenti nella finzione
- Il presidente Julian Szczęsny (interpretato da Andrzej Seweryn), presidente della serie televisiva polacca Ekipa. Alla fine della prima stagione, muore per le ferite riportate nell'abbattimento del suo elicottero durante una visita a Kabul.
- Il presidente ad interim Jan Matajewicz (interpretato da Marek Frąckowiak) sempre in Ekipa, il leader di un grande partito di centro-destra e stretto alleato di Szczęsny come maresciallo del Sejm; assume i poteri presidenziali per un breve periodo dopo la morte del presidente. Si dimette dopo che viene sospettato di crimini.
- Il presidente Bartosz Czop (interpretato da Andrzej Grabowski), presidente populista in 19º meridiano (19. południk). Si dice che abbia preso ispirazione da Andrzej Lepper.
- Il presidente uscente Kazimierz Czechmeszyński (interpretato da Jan Machulski), sempre in 19º meridiano.